# Hamren
Hamren è una suddivisione dell'India, classificata come town committee, di 8.278 abitanti, situata nel distretto di Karbi Anglong, nello stato federato dell'Assam. In base al numero di abitanti la città rientra nella classe V (da 5.000 a 9.999 persone).

## Società

### Evoluzione demografica
Al censimento del 2001 la popolazione di Hamren assommava a 8.278 persone, delle quali 4.390 maschi e 3.888 femmine. I bambini di età inferiore o uguale ai sei anni assommavano a 1.518, dei quali 774 maschi e 744 femmine. Infine, coloro che erano in grado di saper almeno leggere e scrivere erano 5.268, dei quali 3.103 maschi e 2.165 femmine.